# Thénia
Thénia, às vezes incorretamente escrito como Thenia (em árabe: الثنية) é uma cidade e comuna localizada na província de Boumerdès, Argélia. Segundo o censo de 2008, a população total da cidade era de 21 439 habitantes.

## Pessoas notáveis
- Círia
- Dio
- Firmo
- Gildão
- Hocine Soltani
- Mascezel
- Mazuca
- Nubel
- Samaco
- Yahia Boushaki